# Ранчо лос Паласиос, Ел Гавилан (Росалес)
Ранчо лос Паласиос, Ел Гавилан (шп. Rancho los Palacios, El Gavilán) насеље је у Мексику у савезној држави Чивава у општини Росалес. Насеље се налази на надморској висини од 1210 м.

## Становништво
Према подацима из 2005. године у насељу су живела 2 становника.

### Хронологија
| Година       | 2005 |
| ------------ | ---- |
| Становништво | 2    |

### Попис
| # | Индикатор                        | Вредност |
| - | -------------------------------- | -------- |
| 1 | Укупно појединачних домаћинстава | 1        |